# Vålerenga Fotball Damer
Vålerenga Fotball Damer – kobieca sekcja piłki nożnej norweskiego klubu sportowego Vålerenga Fotball, mający siedzibę w stolicy kraju, mieście Oslo, występujący od sezonu 2012 w rozgrywkach Toppserien. 

## Historia
Chronologia nazw:
- 1982: Vålerenga Fotball Damer

Kobieca drużyna piłkarska Vålerenga Fotball Damer została założona w Oslo 11 maja 1982 roku jako sekcja klubu sportowego Vålerenga Fotball. Drużyna natychmiast startowała w rozgrywkach 5. divisjon (D5), w grupie B. W 1984 klub awansował do 4. divisjon. Ale w 1990 roku klub nie był w stanie wystawić pełnego składu w kilku meczach i przegrał wszystkie mecze ligowe. Różnica bramek wynosiła 9:129, a klub poniósł największą w historii porażkę 0:21 przeciwko drugiej drużynie Askera. Następnie przez 5 lat klub nie brał udziału w mistrzostwach Norwegii w piłce nożnej kobiet.
W 1996 roku klub ponownie przystąpił do rozgrywek mistrzostw Norwegii, startując w 4. divisjon (D5). W ciągu dwóch lat awansował o dwa poziomy do 2. divisjon. W swoim drugim sezonie na trzecim poziomie zdobył awans do 1. divisjon. Od 2000 zespół grał na zapleczu najwyższej ligi, ale w 2003 zajął przedostatnie dziewiąte miejsce i spadł do 2. divisjon. W 2007 po zajęciu drugiego miejsca w grupie 1 zakwalifikował się do fazy playoff, gdzie przegrał z FK Voss. W 2008 roku wygrał grupę 1, ale znów nie zakwalifikował się do dwójki najlepszych w fazie playoff, przegrywając z 0:2, 3:3 z Linderud-Grei. Dopiero w 2009 zdobył zwycięstwo w grupie 1, a w fazie playoff po pokonaniu Byåsen 2:0 u siebie, wygrał 4:0 na wyjeździe z Sortland IL, awansując do 1. divisjon. W 2010 drużyna zajęła trzecie miejsce, a w następnym 2011 zwyciężyła w dywizji i zdobyła historyczny awans do Toppserien. Na najwyższym poziomie drużyna przez kilka lat zajmowała miejsca w drugiej połowie tabeli. Dopiero w 2017 dotarła do finału pucharu swego kraju, w 2019 powtórzyła ten sukces. Dzięki wicemistrzostwu 2019 roku drużyna wzięła udział w Lidze Mistrzyń UEFA sezonu 2020/21. W 2020 klub zdobył dublet, wygrywając mistrzostwo i puchar Norwegii. W 2023 po raz drugi zdobył tytuł mistrza.

## Barwy klubowe, strój, herb, hymn
|  |  |  |

Klub ma barwy niebiesko-biało-czerwone. Piłkarki domowe spotkania zazwyczaj grają w niebieskich koszulkach, białych spodenkach oraz czerwonych getrach.

## Sukcesy

### Trofea międzynarodowe
| \| \| Zdobyte trofea w rozgrywkach międzynarodowych (stan na: 31-05-2023) \| |                                                                     |      |          |
| Rozgrywki                                                                    | Osiągnięcie                                                         | Razy | Sezon(y) |
| Liga Mistrzyń UEFA                                                           | zdobywca                                                            | 0    |          |
| Liga Mistrzyń UEFA                                                           | finalista                                                           | 0    |          |
| Liga Mistrzyń UEFA                                                           | 1/16 finału                                                         | 1    | 2020/21  |
| FIFA                                                                         | Zdobyte trofea w rozgrywkach międzynarodowych (stan na: 31-05-2023) |      |          |

### Trofea krajowe
| \| \| Zdobyte trofea w rozgrywkach Norwegii (stan na: 3-12-2024) \| |                                                            |      |                  |
| Rozgrywki                                                           | Osiągnięcie                                                | Razy | Sezon(y)         |
| Mistrzostwo                                                         | I miejsce                                                  | 3    | 2020, 2023, 2024 |
| Mistrzostwo                                                         | II miejsce                                                 | 2    | 2019, 2022       |
| Mistrzostwo                                                         | III miejsce                                                | 0    |                  |
| Puchar                                                              | zdobywca                                                   | 3    | 2020, 2021, 2024 |
| Puchar                                                              | finalista                                                  | 3    | 2017, 2019, 2023 |
| II liga                                                             | I miejsce                                                  | 1    | 2011             |
| II liga                                                             | II miejsce                                                 | 1    | 2000 (gr.2)      |
| II liga                                                             | III miejsce                                                | 1    | 2010             |
| Norwegia                                                            | Zdobyte trofea w rozgrywkach Norwegii (stan na: 3-12-2024) |      |                  |

- 2. divisjon (III poziom):
  - mistrz (3): 1999 (gr.?), 2008 (gr.1), 2009 (gr.1)
  - wicemistrz (1): 2007 (gr.1)
  - 3.miejsce (1): 1998 (gr.?)

## Poszczególne sezony

### Rozgrywki międzynarodowe

#### Europejskie puchary
Klub 3 razy uczestniczył w rozgrywkach europejskich.

### Rozgrywki krajowe
| \| Norwegia \| Bilans występów klubu w rozgrywkach piłkarskich Norwegii (Stan na 31 grudnia 2023 r.) \| \| |                                                                                       |        |       |   |   |   |    |    |     |                      |        |        |      |
| Poziom | Rozgrywki                                                                             | Sezony | Mecze | Z | R | P | B+ | B– | Pkt | Lata                 | Awanse | Spadki | Naj. |
| I | 1. divisjon / Eliteserien / Toppserien                                                | 12     |       |   |   |   |    |    |     | od 2012              | 0      | 0      | 1    |
| II | 2. divisjon / 1. divisjon                                                             | 6      |       |   |   |   |    |    |     | 2000–2003, 2010–2011 | 1      | 1      | 1    |
| III | 3. divisjon / 2. divisjon                                                             | 8      |       |   |   |   |    |    |     | 1998–1999, 2004–2009 | 2      | 0      | 1    |
| | Puchar Norwegii                                                                       | 24     |       |   |   |   |    |    |     | od 2000              | 0      | 0      | 1    |
| Norwegia                                                                                                   | Bilans występów klubu w rozgrywkach piłkarskich Norwegii (Stan na 31 grudnia 2023 r.) |        |       |   |   |   |    |    |     |                      |        |        |      |

## Piłkarki, trenerzy, prezydenci i właściciele klubu

### Piłkarki

#### Aktualny skład zespołu
Stan na 14.03.2024:
| Nr | Poz. | Piłkarz                 |
| -- | ---- | ----------------------- |
| 1  | BR   | Tove Enblom             |
| 3  | OB   | Michaela Kovacs         |
| 4  | OB   | Iselin Sandnes Olsen    |
| 5  | OB   | Selma Pettersen         |
| 6  | PO   | Tilde Lindwall          |
| 7  | PO   | Janni Thomsen (kapitan) |
| 8  | PO   | Linn Vickius            |
| 9  | NA   | Elise Thorsnes          |
| 10 | PO   | Olaug Tvedten           |
| 11 | PO   | Emma Stølen Godø        |
| 13 | NA   | Mimmi Löfwenius         |
| 14 | NA   | Mawa Sesay              |

| Nr | Poz. | Piłkarz                 |
| -- | ---- | ----------------------- |
| 15 | PO   | Ylinn Tennebø           |
| 16 | PO   | Ronja Arnesen           |
| 17 | OB   | Ane Jørgensen           |
| 18 | PO   | Thea Bjelde             |
| 19 | PO   | Sædís Rún Heiðarsdóttir |
| 20 | NA   | Tuva Espås              |
| 21 | NA   | Karina Sævik            |
| 22 | NA   | Felicia Rogic           |
| 27 | OB   | Lina Klech              |
| 30 | PO   | Stine Brekken           |
| 32 | BR   | Jalen Tompkins          |
| 41 | BR   | Pia Grinde Hansen       |

### Trenerzy
...
- 2005–2007:  Kjell Gustad
- 2008:  Arne Berger
- 2009–2013:  Cecilie Berg-Hansen
- 2014:  Glenn Rostad
- 2015:  Leif Tsolis
- 2016:  David Brocken
- 2016–2017:  Kjell Gustad
- 2018–2019:  Monica Knudsen
- 2020–2021:  Jack Majgaard Jensen
- od 2022:  Nils Lexerød

## Struktura klubu

### Stadion
Drużyna rozgrywa swoje mecze domowe w Oslo na stadionie Intility Arena, który może pomieścić 16.555 widzów.

## Kibice i rywalizacja z innymi klubami

### Derby
- Lyn
- LSK Kvinner
- Brann
- Stabæk
- Rosenborg